# Huta Lombang (Padang Bolak)
Huta Lombang is een bestuurslaag in het regentschap Padang Lawas Utara van de provincie Noord-Sumatra, Indonesië. Huta Lombang telt 574 inwoners (volkstelling 2010).